# Grívenskaya
Grívenskaya (del ruso: Гри́венская) es una stanitsa del raión de Kalíninskaya del krai de Krasnodar en el sur de Rusia. Está situada en la orilla del río Protoka y la del Anguelinski, distributarios del delta del Kubán, 42 km al noroeste de Kalíninskaya y 95 km al noroeste de Krasnodar, la capital del krai. Tenía 4 723 habitantes en 2010.
Es cabeza del municipio Grívenskoye, al cual pertenecen las localidades de Priguibski y Lébedi.

## Historia
La localidad fue fundada en 1815, por colonos cosacos del mar Negro procedentes de Nizhesteblíyevskaya, la actual Staronizhestebliyevskaya. Fue promovida a stanitsa en 1842. Su nombre actual no fue oficial hasta 1912 y su origen está en el apellido Griva (Грива, Грыва).

## Demografía
| 2002  | 2010  |
| ----- | ----- |
| 5 142 | 4 723 |

### Composición étnica
De los 5 142 habitantes con que contaba en 2002, el 97.6 % era de etnia rusa, el 1.1 % era de etnia ucraniana, el 0.3 % era de etnia armenia, el 0.2 % era de etnia georgiana, el 0.1 % era de etnia bielorrusa, el 0.1 % era de etnia adigué, el 0.1 % era de etnia azerí, el 0.1 % era de etnia tártara, el 0.1 % era de etnia alemana y el 0.1 % era de etnia gitana

## Economía
Las principales actividades económicas de la localidad son la agricultura (arrozales) y la pesca.

## Personalidades
- Borís Guildunin (1916-2006), coronel del Ejército Soviético, Héroe de la Unión Soviética.
- Víktor Pavlenko (*1962), alcalde de Arjánguelsk (2008).